# Sture Allén
Sture Allén (né le 31 décembre 1928 à Göteborg et mort le 20 juin 2022) est un professeur suédois de linguistique informatique à l'université de Göteborg. 
Il est élu au siège 3 de l'Académie suédoise en 1980 et secrétaire perpétuel de cette Académie entre 1986 et 1999. 

## Publications
- Grafematisk analys som grundval för textedering, 1965.
- Johan Ekeblads brev till brodern Claes Ekeblad 1639–1655, 1965.
- Nusvensk frekvensordbok. 1–4, 1970–1980 (coauteur)
- Introduktion i grafonomi, 1971 (avec Staffan Hellberg)
- Svensk ordlista, 40e édition, 1971, 45e édition, 2000 (avec Alfred Hässelberg)
- Förnamnsboken, Stockholm, 1979, 3e édition, 1995 (avec Staffan Wåhlin)
- Carl Ivar Ståhle: inträdestal i Svenska akademien, 1980
- Text processing. Proceedings of Nobel Symposium 51, 1982
- Information om ”information”, 1985 (avec Einar Selander)
- Svenska Akademien och svenska språket, 1986 (coauteur)
- Svensk ordbok, 1986, 3e édition, 1999 (coauteur)
- Orden speglar samhället, Stockholm, 1989 (coauteur)
- Of thoughts and words. Proceedings of Nobel Symposium 92, 1995 (rédacteur)
- Almqvist & Wiksells lilla ordlista med bilduppslag, 1re édition, 1995, 2e édition (avec des planches d’images et des mots de prononciation) 2002
- Nationalencyklopedins ordbok. 1–3, 1995–1996 (coauteur)
- Modersmålet i fäderneslandet: ett urval uppsatser under fyrtio år. Festskrift, 1999.
- Nobelpriset i litteratur: en introduktion, 2001 (avec Kjell Espmark)
- Johan Ekeblad: vår man i 1600-talet, 2006